# Abdulaziz Jassim
Abdulaziz Jassim (en arabe : عبد العزيز جاسم), né le 1er février 1957 à Doha et mort le 14 octobre 2018 à Bangkok (Thaïlande), est un acteur qatari.

## Biographie
Abdulaziz Jassim commence sa carrière en 1977 avec le théâtre Al Sadd, puis forme avec Ghanem al-Sulaiti un célèbre duo comique qui se produit pendant de nombreuses années.
Il participe ensuite à de très nombreuses productions au Qatar et dans les autres pays du Golfe, à la radio, à la télévision et au théâtre, incarnant souvent des personnages de la classe moyenne, ce qui lui vaut une grande notoriété.